# Горно Крушоради
Горно Крушоради (на гръцки: Άνω Αχλάδα, Ано Ахлада) е село в Република Гърция, в дем Лерин (Флорина), област Западна Македония.

## География
Селото е разположено в източната част на Леринското поле на 25 километра североизточно от демовия център Лерин (Флорина), в близост до границата със Северна Македония. Горно Крушоради заедно с Юруково (Юруки) традиционно се брои за махала на Крушоради.

## Преброявания
- 2001 - 118 души
- 2011 - 102 души